# Chris Woodruff
Chris Woodruff (* 3. ledna 1973) je americký bývalý profesionální hráč mužského tenisu. Pochází z Knoxville, Tennessee a trénoval v Knoxville Racquet Club.

## Vysokoškolská kariéra
Woodruff navštěvoval vysokou školu v rodném městě: University of Tennessee, kde v roce 1993 vyhrál NCAA titul jednotlivců, když porazil Wade McGuireho z Georgie. Chris se stal jediným samostatným šampiónem, kterého škola kdy měla. Byl také v All-American v roce 1992. Potom, co vyhrál kolegiátní korunu, započal svou profesionální kariéru.

## Profesionální kariéra
Woodruff vyhrál dva tituly jednotlivců během své kariéry, první titul byl zároveň jeho největším úspěchem. Canadian Open v roce 1997 na okruhu mužské série ATP. Po vyhrání titulu dosáhl nejvyššího ohodnocení v kariéře: 25. srpna 1997 se stal 29. nejlepším mužem na světě v žebříčku ATP. V roce 1999 také vyhrál na turnaji v Newportu a Rhode Islandu v tenisové síni slávy.
Byl nominován do Davis Cupového týmu USA v roce 2000, spolu s Andrem Agassim. Pete Sampras a Todd Martinovi byli nuceni vypadnout, Chris s Andrem tak vyhráli zápas proti Wayneovi Blackovi a vymazali deficit 2-1 do druhého kola. Další jeho úspěch byl čtvrtfinále v Australian Open v roce 2000 po jednoznačné výhře nad Petem Semprasem. 

## Kariéra trenéra
V létě roku 2000 se Woodruff vrátil na univerzitu do Tennessee jako dobrovolný asistent trenéra. Nejprve začínal jako asistent trenéra, později se vypracoval na tenisového trenéra, v roce 2006, kdy Sam Winterbotham byl najat jako hlavní trenér. Od té doby je Woodruff zpět v Tennessee, ve Vols měli výběr 12 All-American a 20 All-Southeastem Konference.
Tennessee neustále zlepšuje své výsledky od té doby, co Woodruff a Wintervitham trénují spolu. Vols vyhrálo 94 zápasů dvojhry ve čtyřech ročních období. V roce 2010 Vols vyhrálo obě Southeastern Konference a dosáhlo na NCAA tenisovém turnaji až do finále po třetí v historii programu. Tým zakončil s 31 výhrami sezónu, po druhé nejvíce v historii Tennessee. 